# Karl Petrovitch Jessen
Karl Petrovitch Jessen, en russe : Карл Петрович Иессен, né en 1852, décédé en 1918 est un kontr-admiral russe d'origine danoise-livonienne.

## Biographie

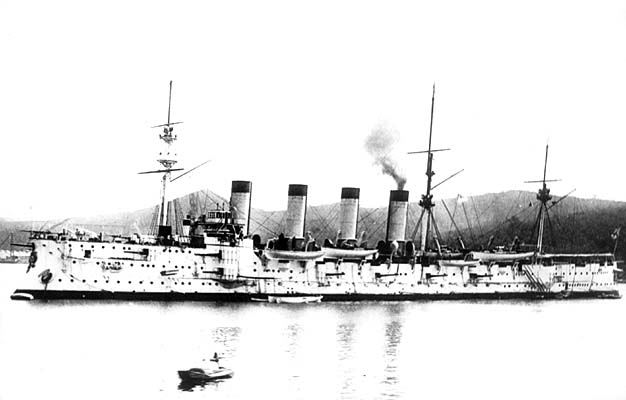
Le croiseur Gromoboï

En 1869, Karl Petrovitch Jessen entra à l'Académie navale et obtint son diplôme en 1875. En 1884, il fut diplômé de l'École d'artillerie. En 1890, il fut le commandant de l'Adler. Entre 1891 et 1893, il commanda le croiseur Amiral Kornilov, navire de guerre appartenant à la Flotte de la Baltique et d'Extrême-Orient. De 1894 à 1895, il fut commandant à bord du navire à vapeur le Neva. De 1895 à 1896, il commanda le croiseur Asie. En 1897, il fut promu capitaine 1er rang. De 1898 à 1905, il assura le commandement du croiseur Gromoboï.
Le 1er janvier 1904, il fut promu au grade de kontr-admiral et le 17 février 1904 commandant en chef de la première escadre de la flotte du Pacifique sur le cuirassé Sebastopol, il participa à la Guerre russo-japonaise (1904-1905). Au cours de ce conflit, en mer du Japon, il prit part à la bataille d'Ulsan le 14 août 1904, son escadre était composée des croiseurs Russie, Gromoboï et Rurik. Au cours de cette bataille dont il sortit vaincu, le Gromoboï fut gravement endommagé, le nombre de tués s'éleva à 94, les blessés à 182. En 1904, il lui fut décerné l'Ordre de Saint-Georges (quatrième classe). Le 9 novembre 1904, il fut nommé commandant en chef de la 1re escadre du Pacifique.
Après avoir reçu un blâme, en 1908, Karl Petrovitch Jessen fut limogé.
Karl Petrovitch Jessen meurt en 1918.